# Lorenz Seelig
Lorenz Seelig (* 9. Januar 1943 in Hamburg) ist ein deutscher Kunsthistoriker. Sein Spezialgebiet ist die nachmittelalterliche Gold- und Silberschmiedekunst.

## Leben
Nach dem Studium der Kunstgeschichte, Klassischen Archäologie und Volkskunde in Freiburg i. Br., Berlin, Hamburg, Tübingen, Paris und München wurde er 1973 an der Universität München bei Willibald Sauerländer mit einer Arbeit über den französischen Barockbildhauer Martin Desjardins promoviert. Nach der Promotion war er 1975 Stipendiat des Freistaates Bayern am Zentralinstitut für Kunstgeschichte in München. Danach von 1976 bis 1986  war er Referent bei der Bayerischen Verwaltung der staatlichen Schlösser, Gärten und Seen in München. Von 1986 bis 2008 war er am Bayerischen Nationalmuseum in München tätig (seit 2003 als stellvertretender Direktor). Er war zuständig für Werke der Metallkunst, Waffen und Uhren. Seine Forschungsschwerpunkte sind die nachmittelalterliche Gold- und Silberschmiedekunst sowie die süddeutsche Hofkunst.

## Publikationen (Auswahl)
- Die Silbersammlung Alfred Pringsheim. Abegg-Stiftung. Hg.  Henry Hohmann. Riggisberg 2013, ISBN 978-3-905014-58-7.
- Golddosen des 18. Jahrhunderts aus dem Besitz der Fürsten von Thurn und Taxis. Hirmer-Verlag, München 2007, ISBN 978-3-7774-3295-3.
- Die Münchner Sammlung Alfred Pringsheim – Versteigerung, Beschlagnahmung, Restitution. In: Entehrt. Ausgeplündert. Arisiert. Entrechtung und Enteignung der Juden, Bearb. von Andrea Baresel-Brand (= Veröffentlichungen der Koordinierungsstelle für Kulturgutverluste, Bd. 3). Magdeburg 2005, S. 265–290.
- Silber und Gold. Augsburger Goldschmiedekunst für die Höfe Europas. Bayerisches Nationalmuseum, München. Hg. Reinhold Baumstark und Helmut Seling. Katalog von Lorenz Seelig. München 1994.
- Kirchliche Schätze aus bayerischen Schlössern: liturg. Gewänder u. Geräte d. 16.–19. Jh.; mit einem Bestandsverzeichnis der kirchl. Textilien d. Bayer. Verwaltung d. Staatl. Schloesser, Gärten u. Seen. München 1984.
- Studien zu Martin van den Bogaert, gen. Desjardins, (1637–1694). München 1980.